# Seznam židovských památek v Praze
Toto je seznam židovských památek Prahy aktuální k roku 2011, ve kterém jsou uvedeny židovské památky v oblasti Prahy.

## Památky
| Název                                                           | Obrázek                     | Místo                                              | Městská část | Druh             | Galerie Commons                                                   | Popis památky a přístup |
| --------------------------------------------------------------- | --------------------------- | -------------------------------------------------- | ------------ | ---------------- | ----------------------------------------------------------------- | --- |
| Bubenská synagoga                                               |                             | Bubny (50°6′ s. š., 14°25′57″ v. d.)               | Praha 7      | Synagoga         |                                                                   | Bývalá Bubenská synagoga ve dvoře domu č.p. 25 v Heřmanově ulici, využitá jako skladiště (zdroj) |
| Cikánova synagoga                                               | Cikánova synagoga           | Staré Město (50°5′28″ s. š., 14°25′13″ v. d. ?)    | Praha 1      | Synagoga         | Kategorie „Cikánova synagoga“ na Wikimedia Commons                | Zaniklá Cikánova synagoga (známá také jako Zigeinerova synagoga) v Praze byla založena do roku 1613 Byla několikrát zničena a opět znovu vystavěna. Nacházela se v Bílkově ulici až do 6. května 1906, kdy byla zbořena v rámci asanace Josefova. |
| Jeruzalémská synagoga                                           | Jubilejní synagoga          | Nové Město (50°5′5″ s. š., 14°25′56″ v. d.)        | Praha 1      | Synagoga         | Kategorie „Jubilee Synagogue“ na Wikimedia Commons                | Jubilejní (Jeruzalémská) synagoga v Praze v Jeruzalémské ulici byla postavena v letech 1905-1906 jako náhrada za synagogy zbořené během asanace pražského ghetta. Je to nejmladší a zároveň největší z pražských synagog. Od války je opět využívána k bohoslužbám. |
| Karlínská synagoga                                              |                             | Karlín (50°5′30″ s. š., 14°26′41″ v. d.)           | Praha 8      | Synagoga         | Kategorie „Synagogue in Karlín“ na Wikimedia Commons              | Karlínská synagoga postavená v novorománském slohu v roce 1860 stojí ve Vítkově ulici. V roce 1952 byla odprodána Československé církvi husitské, která budovu stavebně adaptovala pro své bohoslužebné účely a využívá ji dodnes. |
| Klausová synagoga                                               | Klausová synagoga           | Josefov (Praha) (50°5′24″ s. š., 14°25′2″ v. d.)   | Praha 1      | Synagoga         | Kategorie „Klausen Synagogue“ na Wikimedia Commons                | Klausová synagoga u výstupu na Starý židovský hřbitov v Praze Josefově, barokní budova vystavěná v letech 1689–94; v synagoze je v současnosti umístěna stálá expozice Židovského muzea „Židovské zvyky a tradice“. |
| Košířská synagoga                                               |                             | Košíře (50°4′5″ s. š., 14°23′3″ v. d. ?)           | Praha 5      | Synagoga         |                                                                   | Bývalá Košířská synagoga v ulici Na Popelce 160 (?) byla vybudována z křídla usedlosti Popelka pro potřeby košířské ŽNO. Bohoslužby zde probíhaly do začátku 2. světové války. (zdroj) |
| Nová synagoga (Libeň)                                           | Nová synagoga (Libeň)       | Libeň (50°6′15″ s. š., 14°28′27″ v. d.)            | Praha 8      | Synagoga         | Kategorie „New Synagogue in Libeň“ na Wikimedia Commons           | Nová synagoga v novorománském slohu v Praze-Libni v Ludmilině ulici 601/1, na křižovatce Palmovka, vysvěcena v roce 1858, dnes je využívána ke kulturním účelům. |
| Stará libeňská synagoga                                         | Stará synagoga (Libeň)      | Libeň (50°6′20″ s. š., 14°28′17″ v. d. ?)          | Praha 8      | Synagoga         | Kategorie „Koželužská (Prague)“ na Wikimedia Commons              | Zaniklá původní libeňská synagoga stávala v dnešní Koželužské ulici nedaleko Palmovky. V první polovině 19. století ji poškodily záplavy, načež byla někdy po roce 1860 zbořena. |
| Maiselova synagoga                                              | Maiselova synagoga          | Josefov (Praha) (50°5′20″ s. š., 14°25′8″ v. d.)   | Praha 1      | Synagoga         | Kategorie „Maisel Synagogue“ na Wikimedia Commons                 | Maiselova synagoga v Praze v Maiselově ulici byla založena Mordechajem Maiselem jako rodinná synagoga v roce 1590, v současnosti je součástí Židovského muzea s expozicí o dějinách Židů v Čechách a na Moravě. |
| Michelská synagoga                                              | Michelská synagoga          | Michle (50°3′21″ s. š., 14°27′ v. d.)              | Praha 4      | Synagoga         | Kategorie „Michle Synagogue“ na Wikimedia Commons                 | Bývalá Michelská synagoga v ulici U Michelského mlýna č. p. 124 je dnes využívána Církví československou husitskou. V době 2.sv. války zde byly uskladněny tory, později prodané do Velké Británie. |
| Nejstarší synagoga v Praze                                      |                             | Malá Strana (50°5′18″ s. š., 14°24′9″ v. d. ?)     | Praha 1      | Synagoga         |                                                                   | Zaniklá nejstarší synagoga v Praze v byla v podhradí Pražského hradu, pravděpodobně na dnešní Malé Straně. Jediný záznam, který se o ní dochoval, uvádí, že v roce 1142 byla při požáru zničena a již nebyla obnovena. Dodnes se nenašly ani její zbytky, takže není známa její dispozice. Kolem této synagogy se soustředila židovská osada, která zde existovala až do založení pražského židovského ghetta. |
| Nová synagoga                                                   | Nová synagoga               | Josefov (Praha) (50°5′21″ s. š., 14°25′6″ v. d. ?) | Praha 1      | Synagoga         | 1F                                                                | Zaniklá Nová synagoga (zvaná též Nová škola) na pražském Josefově stála v bývalé Josefské (dnešní Široké) ulici. Při velkém požáru Starého Města v roce 1689 byla zničena a 1703 obnovena jako soukromá modlitebna rodiny Duschenesů. Roku 1754 opět vyhořela a byla znovu postavena na náklady Davida Kuha, v roce 1898 při asanaci Josefova byla zbořena stejně jako židovská rituální lázeň ve vedlejším domě. |
| Pinkasova synagoga                                              |                             | Josefov (Praha) (50°5′21″ s. š., 14°25′ v. d.)     | Praha 1      | Synagoga         | Kategorie „Pinkas Synagogue“ na Wikimedia Commons                 | Pinkasova synagoga, pojmenována po krakovském rabínu Pinkasovi, je ve správě Židovského muzea, slouží jako památník obětem holokaustu. Stěny synagogy jsou uvnitř pokryty jmény českých židů, kteří během 2. světové války zahynuli v koncentračních táborech, transportech nebo pochodech smrti a není známo místo jejich posledního odpočinku nebo nemají hrob. Dále je zde expozice „Dětské kresby z Terezína 1942–1944“. |
| Popperova synagoga                                              |                             | Josefov (Praha) (50°5′27″ s. š., 14°25′1″ v. d. ?) | Praha 1      | Synagoga         |                                                                   | Zaniklá Popperova synagoga v Praze byla vystavěna před rokem 1702 v pozdně barokním slohu. Stávala na severním okraji Starého židovského hřbitova, až do svého zbourání při asanaci Josefova. |
| Smíchovská synagoga                                             | Smíchovská synagoga         | Smíchov (50°4′18″ s. š., 14°24′11″ v. d.)          | Praha 5      | Synagoga         | Kategorie „Smíchov Synagogue“ na Wikimedia Commons                | Smíchovská synagoga (1863) původně maursko-novorománského stylu, přestavěna ve stylu monumentalismu v Praze-Smíchov na rohu ulic Stroupežnického a Plzeňské, využitá jako židovský sirotčinec, později adaptovaná na byt,(http://www.holocaust.cz/cz/resources/jcom/fiedler/praha zdroj]), zrekonstruována a přestavěna na archiv Židovského muzea v Praze s novou přístavbou a předzahrádkou. Poslední rekonstrukce v 90. letech 20. století, ve vestibulu přibyla prodejna antikvariátu. |
| Stará škola                                                     | Synagoga Stará škola        | Josefov (Praha) (50°5′25″ s. š., 14°25′15″ v. d.)  | Praha 1      | Synagoga         | Kategorie „Old Synagogue in Prague“ na Wikimedia Commons          | Zaniklá synagoga Stará škola byla nejstarší synagogou na pražském Josefově stojící na místě nynější Španělské synagogy až do roku 1867, kdy byla zbořena. |
| Staronová synagoga                                              | Staronová synagoga          | Josefov (Praha) (50°5′24″ s. š., 14°25′7″ v. d.)   | Praha 1      | Synagoga         | Kategorie „Old New Synagogue“ na Wikimedia Commons                | Staronová synagoga v Praze, jedna z nejstarších synagog v Evropě, se stále používá k náboženským obřadům. Zároveň je jednou z nejstarších dochovaných synagog ve střední Evropě a také nejstarší dochovanou stavbou Josefova. Vznikla někdy ve druhé polovině 13. století. |
| Španělská synagoga                                              | Španělská synagoga          | Josefov (Praha) (50°5′25″ s. š., 14°25′15″ v. d.)  | Praha 1      | Synagoga         | Kategorie „Spanish Synagogue in Prague“ na Wikimedia Commons      | Španělská synagoga v Praze, nejmladší synagoga postavená v tzv. židovském městě na pražském Josefově byla postavena roku 1868 v maursko-španělském stylu v Dušní ulici v sousedství kostela sv. Ducha. Vlastníkem budovy je Židovské muzeum v Praze, které má v bloku budov přiléhajících k synagoze též své ústředí, knihovnu a depozitáře. Uvnitř je expozice Židovského muzea představující historii Židů v Čechách a na Moravě od josefínských reforem až do 20. století s expozicí stříbrných předmětů z českých a moravských synagog v někdejší zimní modlitebně, v galerii v zadním traktu bývají krátkodobé umělecké výstavy s židovskou tematikou. Kromě bohoslužeb se zde pořádají i koncerty vážné hudby. |
| Synagoga v Uhříněvsi                                            | Bývalá synagoga v Uhříněvsi | Uhříněves (50°1′48″ s. š., 14°36′4″ v. d.)         | Praha 22     | Synagoga         | Kategorie „Former synagogue in Uhříněves“ na Wikimedia Commons    | Bývalá synagoga v Uhříněvsi, postavená v roce 1848 v klasicistním stylu, stojí na ulici Přátelství jako č. p. 79. Po válce připadla obci a sloužila jako skladiště a po roce 1949 jako prádelna. V roce 1995 byla vrácena ŽNO v Praze, která ji dnes pronajímá ke komerčním účelům jako obchod a byty. |
| Velkodvorská synagoga                                           | Velkodvorská synagoga       | Staré Město (50°5′29″ s. š., 14°25′6″ v. d.)       | Praha 1      | Synagoga         |                                                                   | Zaniklá Velkodvorská synagoga v Praze byla založena někdy za života Jakuba Baševiho z Treuenburku (1580 - 1634). Ví se pouze, že v roce 1627 koupil domy na místě zvaném „Velký dvůr“, od toho název synagogy. Byla zničena do základů při velkém požáru roku 1689 a v roce 1708 byla znovu vystavěna, což se opakovalo v roce 1754. Synagoga stála na konci dnešní Pařížské ulice na místě dnešního prostranství před hotelem Intercontinental a byla zbourána při asanaci Josefova 20. května 1906. |
| Vinohradská synagoga                                            | Vinohradská synagoga        | Vinohrady (50°4′31″ s. š., 14°26′26″ v. d. ?)      | Praha 2      | Synagoga         | Kategorie „Synagogue in Vinohrady (Prague)“ na Wikimedia Commons  | Zaniklá Vinohradská synagoga neboli templ stávala v dnešní Sázavské ulici na Vinohradech v Praze. Byla postavena v roce 1898, byla největší synagogou v Praze a jedna z největších na světě. Při bombardování 14. února 1945 byla těžce poškozena a i přes protesty představitelů židovské obce v roce 1951 stržena. Na původní parcele nyní stojí základní škola Sázavská, jejíž provoz byl zahájen 1. září 1961, na levém sloupu vstupu do školy je pamětní deska. |
| Vysoká synagoga                                                 | Vysoká synagoga             | Josefov (Praha) (50°5′23″ s. š., 14°25′7″ v. d.)   | Praha 1      | Synagoga         | Kategorie „High Synagogue in Prague“ na Wikimedia Commons         | Vysoká synagoga v Červené ulici na pražském Josefově naproti Staronové synagoze, vystavěná společně s Židovskou radnicí v roce 1577, slouživší jako soukromá modlitebna židovských konšelů. V současné době je v jejím přízemí obchod a pokladna Židovského muzea v Praze, v horním patře je modlitebna využívána zaměstnanci radnice. |
| Nový židovský hřbitov na Olšanech                               | Nový ŽH Olšany              | Žižkov (50°4′53″ s. š., 14°28′33″ v. d.)           | Praha 3      | Židovský hřbitov | Kategorie „New Jewish Cemetery (Prague)“ na Wikimedia Commons     | Nový židovský hřbitov v Praze na Olšanech, na nároží ulic Jana Želivského a Izraelské, kde je v rodinné hrobce pohřben i Franz Kafka nebo Jiří Orten. |
| Nový židovský hřbitov na Smíchově                               | ŽH Smíchov                  | Smíchov (50°3′42″ s. š., 14°23′4″ v. d.)           | Praha 5      | Židovský hřbitov | Kategorie „Jewish cemetery at Malvazinky“ na Wikimedia Commons    | Nový židovský hřbitov v Praze-Smíchově je samostatnou částí komunálního hřbitova na Malvazinkách s vchodem z Peroutkovy ulice nedaleko zastávky autobusu 137 Urbanova mezi hřbitovní zdí komunálního hřbitova a novou adventistickou modlitebnou, na jejímž místě zaniklo dětské oddělení.(zdroj) Ve východní části stojí novobarokní hrobka Porgesů z Porthaimu. (zdroj Archivováno 3. 2. 2013 na Wayback Machine.) |
| Starý židovský hřbitov na Smíchově                              | ŽH Smíchov                  | Smíchov (50°3′30″ s. š., 14°24′2″ v. d.)           | Praha 5      | Židovský hřbitov | Kategorie „Jewish cemetery in Praha-Smíchov“ na Wikimedia Commons | Starý židovský hřbitov v Praze-Smíchově v zalesněné stráni nad Radlickou ulicí, v malé uličce odbočující doprava z ulice U Starého židovského hřbitova nebo zdola ulicí Pajerova. Na severu areálu stojí bývalý hrobnický domek, snad upravován k obytným účelům. Patří pod správu ŽNO v Praze a bývá zamčený. (zdroj) |
| Starý židovský hřbitov v Praze Josefově                         | Starý ŽH Praha              | Josefov (Praha) (50°5′23″ s. š., 14°25′2″ v. d.)   | Praha 1      | Židovský hřbitov | Kategorie „Jewish cemetery Prague-Josefov“ na Wikimedia Commons   | Starý židovský hřbitov v Praze-Josefově mezi ulicemi Širokou, U Starého hřbitova a 17. listopadu s dochovanými náhrobky mnoha významných osobností, včetně tumby rabiho Löwa |
| Židovský hřbitov v Praze-Uhříněvsi                              | ŽH Praha-Uhříněves          | Uhříněves (50°2′22″ s. š., 14°35′58″ v. d.)        | Praha 22     | Židovský hřbitov | Kategorie „Jewish cemetery in Uhříněves“ na Wikimedia Commons     | Židovský hřbitov v Praze-Uhříněvsi se nachází na severním okraji Uhříněvsi, na značené turistické cestě vedoucí kolem obory jako pokračování Vachkovy ulice, asi 800 m severozápadně od Nového náměstí. |
| Nový židovský hřbitov v Praze-Libni                             | ŽH Libeň                    | Libeň (50°7′37″ s. š., 14°28′27″ v. d.)            | Praha 8      | Židovský hřbitov | Kategorie „New Jewish cemetery in Libeň“ na Wikimedia Commons     | Nový židovský hřbitov se nachází v na rozhraní Střížkova a Kobylis při Davídkově ulici mezi ulicemi Střelničná a Na Malém klínu. Do areálu se vcházelo obřadní síní která je dnes používána jako hostel; dochovaly kovová brána a vrátka. (zdroj) |
| Starý židovský hřbitov v Praze-Libni                            | ŽH Libeň                    | Libeň (50°6′11″ s. š., 14°28′22″ v. d. ?)          | Praha 8      | Židovský hřbitov | Kategorie „Old Jewish cemetery in Libeň“ na Wikimedia Commons     | Zaniklý židovský hřbitov v Praze-Libni se nacházel zhruba v trojúhelníku mezi Libeňským mostem, bývalým nádražím Dolní Libeň a Vojenovou ulicí. Pohřbívat se zde přestalo v r. 1892 po založení nového libeňského židovského hřbitova v Davídkově ulici. |
| Židovský hřbitov v Praze-Žižkově                                | Starý ŽH Žižkov             | Žižkov (50°4′54″ s. š., 14°27′3″ v. d.)            | Praha 3      | Židovský hřbitov | Kategorie „Old Jewish cemetery in Žižkov“ na Wikimedia Commons    | Židovský hřbitov v Praze-Žižkově, někdy také nazývaný jako Starý židovský hřbitov v Olšanech, se nachází ve Fibichově ulici vedle TV vysílače a je spravovaný Židovským muzeem. Stojí zde řada nádherných náhrobních kamenů, které zůstaly zachovány i po přeměněně části hřbitova na park (Mahlerovy sady) v roce 1945. Založen byl v roce 1680 jako morové pohřebiště pražské židovské obce. (zdroj) |
| Židovská zahrada                                                | Židovská zahrada            | Nové Město (50°4′50″ s. š., 14°25′14″ v. d.)       | Praha 1      | Židovský hřbitov |                                                                   | Židovská zahrada v je název pro druhý nejstarší židovský hřbitov v Praze. Hřbitov se nacházel mezi dnešními ulicemi Spálená, Jungmannova a Lazarská. Na tomto hřbitově pohřbívalo nejpozději od roku 1254 až do roku 1478, kdy byl tento prostor přeměněn ve stavební parcely, takže i dnes je tento prostor zastavěn. Podzemní prostor Židovské zahrady byl po archeologickém průzkumu prohlášen za kulturní památku. |
| Nová obřadní síň u Starého židovského hřbitova v Praze Josefově | OS Praha-Josefov            | Josefov (Praha) (50°5′24″ s. š., 14°25′1″ v. d.)   | Praha 1      | Obřadní síň      | Kategorie „Jewish Ceremonial Hall, Prague“ na Wikimedia Commons   | Obřadní síň starého židovského hřbitova v Praze, která je využívána jako muzeum s expozicí pohřbívání; údržba je zajišťována Židovským muzeem (zdroj) |
| Židovské muzeum v Praze                                         | Synagoga                    | Josefov (Praha) (50°5′25″ s. š., 14°25′16″ v. d.)  | Praha 1      | Muzeum           |                                                                   | Ústředí Židovského muzea na Josefově v Praze v ulici U staré školy č.p. 141/1 v budovách kolem Španělské synagogy |